# Michel Hardouin
Michel Hardouin est un architecte français né à Paris vers 1647, et mort à Versailles le 9 mai 1687.

## Biographie
Michel Hardouin est le fils de Raphaël Hardouin (1602-1666) et de Marie Gaultier (1608-1667), fille de Germain Gaultier et de Marie Mansart, sœur de François Mansart. Il est le frère cadet de Jules Hardouin-Mansart.
Il est architecte entrepreneur des bâtiments du roi, fonction qui l'oblige à se déplacer en province. 
En 1679-1680, il est payé pour des ouvrages de maçonnerie au corps de logis principal du château de Clagny, puis à la fin de 1680 jusqu'en 1686, il fait de travaux de maçonnerie à l'église des Invalides. Il reçoit des gratifications pour des travaux qu'il a fait au château de Versailles.
En 1684, il reçoit des gages comme contrôleur général alternatif des bâtiments, jardins, tapisseries et manufactures du roi. Le 12 janvier 1684, un brevet du roi ordonne que nul ne pourra succéder au sieur Michel Hardouin dans sa charge de contrôleur général alternatif des bâtiments, qu'il ne lui ait remboursé, ou à ses héritiers, ou encore à ses créanciers qui lui auront prêté de l'argent à l'occasion de l'achat de cette charge, la somme de 55 000 livres, à savoir : 22 000 livres à Perrault, son prédécesseur, 11 000 livres à Jules Hardouin-Mansart, premier architecte du roi, autant à Charles Le Brun, premier peintre, à André Le Nôtre, contrôleur général des bâtiments des bâtiments, le roi leur ayant accordé ces gratifications sur ladite charge de contrôleur général alternatif des bâtiments. Michel Hardouin est pourvu de la charge le 24 mars 1684. Il reçoit une gratification de 4 125 livres pour trois quartiers en 1684, jusqu'en 1687
Sa réputation d'architecte est assez bonne et sa fortune honorable pour que le graveur Robert Nanteuil lui donne en mariage sa fille, Nicole Geneviève Nanteuil (1647-1676), le 29 décembre 1667. Pendant les déplacements de Michel Hardouin en province, son épouse loge chez son père. Elle meurt chez son père le 13 août 1676. Ce mariage a été sans descendance. 
Michel Hardouin se remarie le 25 août 1677 avec Marie Radegonde Hinard (1649-1731), fille de Louis Hinard, entrepreneur des manufactures royales de tapisserie, et sœur de Pierre Hinard, architecte du roi. De ce mariage sont nés :
- Marie-Julie Hardouin (1678-1704), mariée à Jacques Desjardins, inhumée à l'église Saint-Germain-l'Auxerrois de Paris, le 19 novembre 1704,
- Françoise Perrette Hardouin (1680-1757), mariée le 9 septembre 1703 à l'architecte Pierre Delespine (1676-1745), parfois écrit de Lépine ou de l'Espine, contrôleur de la machine de Marly,
- Jules Michel Alexandre Hardouin (vers 1685-1737), architecte et contrôleur des bâtiments du roi, marié en 1710 à Anne François Thérèse Delespine (1693- )
- Jean Michel Alexandre Hardouin (1686-1701).

Après sa mort, sa veuve vend sa charge de contrôleur général alternatif des bâtiments, arts et manufactures de France à Jacques V Gabriel. Son père, Jacques IV Gabriel, est mort en 1686 et il n'a alors que dix-neuf ans. Pour lui permettre d'acquérir cette charge, sa famille l'a émancipé. Jacques Gabriel a acheté la charge de contrôleur général pour 80 000 livres. Le 3 juillet 1687, le lieutenant civil au Châtelet homologue l'avis des parents de Jacques Gabriel l'autorisant à acheter à la veuve de Michel Hardouin la charge de contrôleur général alternatif des bâtiments du roi pour la somme de 80 000 livres. Le 11 juillet 1687, Marie Hinard reconnaît avoir vendu la charge de contrôleur général alternatif des bâtiments, arts et manufactures de France moyennant le paiement de 80 000 livres, dont 50 000 livres payables après l'expédition des lettres de provision de l'office, et 30 000 livres payables sous forme d'une rente de 1 500 livres.